# Shelley Rae
Pour les articles homonymes, voir Rae.
Pas d'image ? Cliquez ici

a Compétitions nationales et continentales officielles uniquement.

b Matchs officiels uniquement.
Shelley Rae, née le 1er juin 1976 à Cambridge (Angleterre), est une joueuse internationale anglaise de rugby à XV occupant le poste de demi d'ouverture aux Wasps (en).

## Statistiques en équipe nationale
- 44 capes en équipe d'Angleterre.